# 文正友
文正友（1963年3月—），贵州赫章人，彝族，中国共产党党员。中华人民共和国政治人物、第十三届全国人民代表大会贵州省代表。

## 生平
2018年，文正友被选为贵州省出席第十三届全国人民代表大会代表。